# Anna Casparsson
Anna Charlotta Sophia Casparsson, född von Feilitzen 10 oktober 1861 i Skeda socken, död 24 september 1961 i Saltsjöbaden, var en svensk textilkonstnär och pianist.

## Levnad

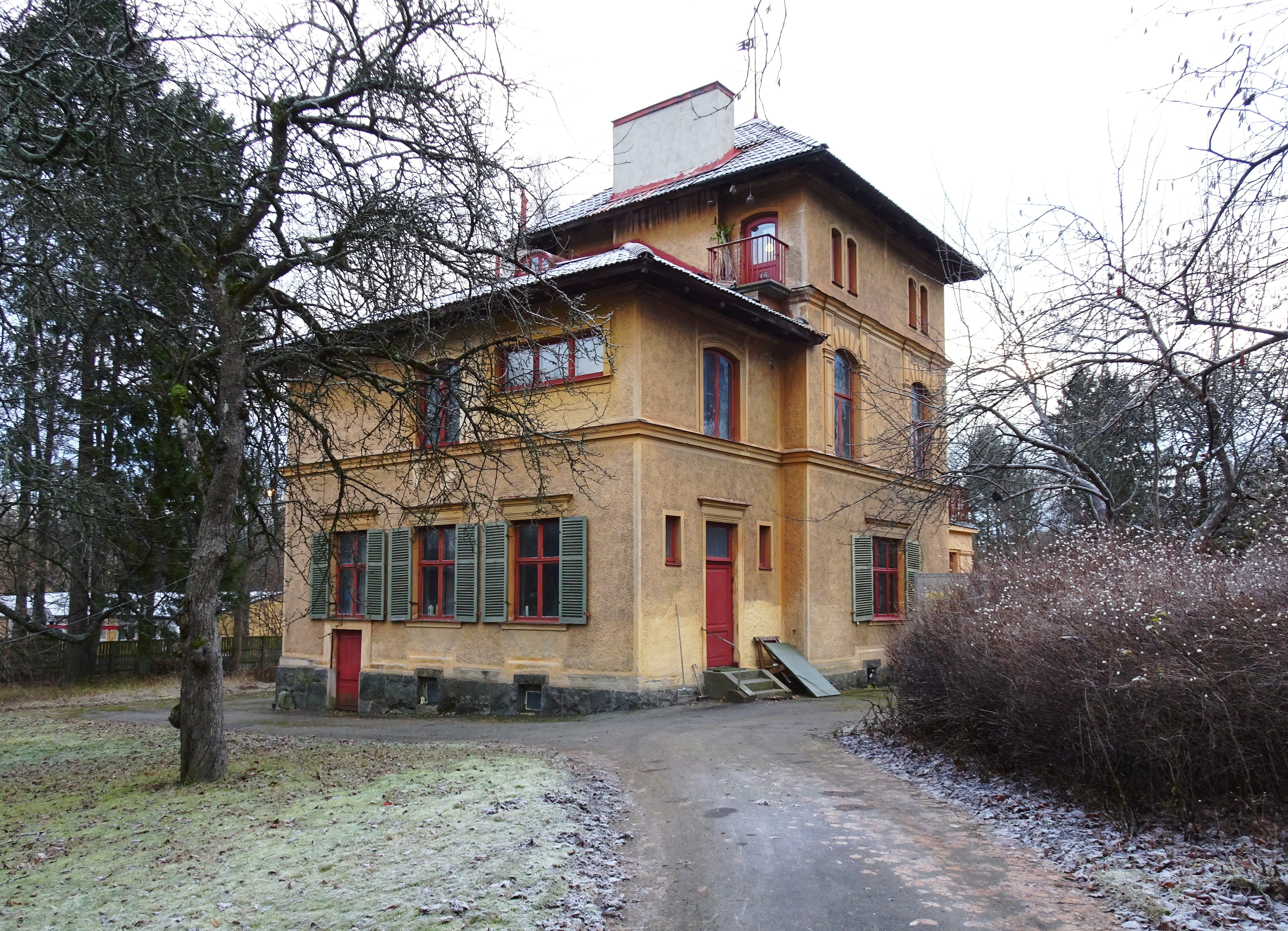
Villa Snäckan i Saltsjöbaden.

Anna Casparsson föddes på gården Lövingsborg (Löfvingsborg) strax söder om Linköping. Hennes föräldrar var skriftställaren Urban von Feilitzen och pianisten Lotten Lindblad, dotter till tonsättaren Adolf Fredrik Lindblad. Hon var gift med försäkringstjänstemannen Edvard Casparsson (1856–1923) och hade fyra barn, bland dem målaren Marja Casparsson.
Anna Casparsson och hennes man, som var utrikeskorrespondent i försäkringsbolaget Skandia, hade vid förra sekelskiftet nära kontakt med flera konstnärer i kretsen kring Konstnärsförbundet, bland annat Ernst Josephson och Anders Zorn. Makarna lät uppföra en av de första patriciervillorna i Saltsjöbaden 1896, Villa Snäckan. Där hölls salong för konstnärer, där Anna Casparsson spelade piano. Makarna är begravda på Skogsö kyrkogård.

## Konstnärskap
Anna Casparsson började brodera på allvar mer än 60 år gammal på 1920-talet efter det att hennes son och hennes man dött. Hon hade ingen formell konstnärlig utbildning utanför musikens område. Först år 1945, vid 84 års ålder, hade hon sin offentliga debut, på en utställning i Saltsjöbaden. Samma år deltog hon i utställningen Nordiska konstnärinnor på Liljevalchs konsthall i Stockholm. År 1960 visades hennes verk på en separatutställning på Moderna Museet i Stockholm, vilken därefter i något mindre version visades på Göteborgs, Lunds och Skövde konsthallar, Norrköpings, Sundsvalls och Värmlands museer samt Eskilstuna konstmuseum.
Broderierna var vanligen utförda på ett bottenmaterial av siden eller sammet. På detta arbetade hon fram motiv med brodyrtråd, olikfärgade tygbitar, tofsar, spetsar, glasbitar, snörmakerier, pärlor, smycken och någon gång med oljefärg. Motiv hämtade hon ofta från sagornas värld. Casparsson finns representerad vid Nationalmuseum och Moderna Museet i Stockholm.

## Film om Anna Casparsson
- Anna Casparsson, kortfilm av Peter Weiss, 1960[12]